# Bathyraja fedorovi
Bathyraja fedorovi är en rockeart som beskrevs av Vladimir Nikolaevich Dolganov 1983. Bathyraja fedorovi ingår i släktet Bathyraja och familjen egentliga rockor. IUCN kategoriserar arten globalt som livskraftig. Inga underarter finns listade.